# Vern Fleming
Vernon Fleming, detto Vern (New York, 4 febbraio 1962), è un ex cestista e allenatore di pallacanestro statunitense, professionista nella NBA.

## Carriera
È stato selezionato dagli Indiana Pacers al primo giro del Draft NBA 1984 (18ª scelta assoluta).
Con gli Stati Uniti ha disputato i Giochi olimpici di Los Angeles 1984.

## Statistiche

### College
| Anno      | Squadra          | PG  | PT | MP   | TC%  | 3P% | TL%  | RP  | AP  | PRP | SP  | PP   |
| --------- | ---------------- | --- | -- | ---- | ---- | --- | ---- | --- | --- | --- | --- | ---- |
| 1980-1981 | Georgia Bulldogs | 30  | -  | 36,1 | 48,0 | -   | 69,7 | 2,7 | 2,9 | 1,4 | 0,1 | 10,0 |
| 1981-1982 | Georgia Bulldogs | 31  | 31 | 34,8 | 49,6 | -   | 64,0 | 3,9 | 3,5 | 1,3 | 0,2 | 9,9  |
| 1982-1983 | Georgia Bulldogs | 34  | 34 | 33,2 | 53,5 | -   | 71,6 | 4,6 | 3,1 | 1,6 | 0,2 | 16,9 |
| 1983-1984 | Georgia Bulldogs | 30  | 30 | 34,3 | 50,3 | -   | 75,4 | 4,0 | 3,4 | 2,0 | 0,0 | 19,8 |
| Carriera  | Carriera         | 125 | 95 | 34,6 | 50,8 | -   | 70,5 | 3,8 | 3,2 | 1,6 | 0,1 | 14,2 |

### NBA

#### Regular season
| Anno      | Squadra        | PG  | PT  | MP   | TC%  | 3P%  | TL%  | RP  | AP  | PRP | SP  | PP   |
| --------- | -------------- | --- | --- | ---- | ---- | ---- | ---- | --- | --- | --- | --- | ---- |
| 1984-1985 | Indiana Pacers | 80  | 65  | 31,1 | 47,0 | 0,0  | 76,7 | 4,0 | 3,1 | 1,2 | 0,1 | 14,1 |
| 1985-1986 | Indiana Pacers | 80  | 77  | 35,9 | 50,6 | 16,7 | 74,5 | 4,8 | 6,3 | 1,6 | 0,1 | 14,2 |
| 1986-1987 | Indiana Pacers | 82  | 82  | 31,1 | 50,9 | 20,0 | 78,8 | 4,1 | 5,8 | 1,3 | 0,2 | 12,0 |
| 1987-1988 | Indiana Pacers | 80  | 80  | 34,2 | 52,3 | 0,0  | 80,2 | 4,6 | 7,1 | 1,4 | 0,1 | 13,9 |
| 1988-1989 | Indiana Pacers | 76  | 69  | 33,6 | 51,5 | 13,0 | 79,9 | 4,1 | 6,5 | 1,0 | 0,2 | 14,3 |
| 1989-1990 | Indiana Pacers | 82  | 82  | 35,1 | 50,8 | 35,3 | 78,2 | 3,9 | 7,4 | 1,1 | 0,1 | 14,3 |
| 1990-1991 | Indiana Pacers | 69  | 45  | 28,0 | 53,1 | 22,2 | 72,9 | 3,1 | 5,3 | 1,1 | 0,2 | 12,7 |
| 1991-1992 | Indiana Pacers | 82  | 6   | 21,2 | 48,2 | 22,2 | 73,7 | 2,5 | 3,2 | 0,7 | 0,1 | 8,9  |
| 1992-1993 | Indiana Pacers | 75  | 8   | 20,0 | 50,5 | 19,4 | 72,6 | 2,3 | 3,0 | 0,8 | 0,1 | 9,5  |
| 1993-1994 | Indiana Pacers | 55  | 5   | 19,1 | 46,2 | 0,0  | 73,6 | 2,2 | 3,1 | 0,7 | 0,1 | 6,5  |
| 1994-1995 | Indiana Pacers | 55  | 1   | 12,5 | 49,5 | 0,0  | 72,2 | 1,6 | 2,0 | 0,5 | 0,0 | 4,6  |
| 1995-1996 | N.J. Nets      | 77  | 3   | 22,7 | 43,3 | 10,7 | 75,1 | 2,2 | 3,3 | 0,5 | 0,1 | 7,7  |
| Carriera  | Carriera       | 893 | 523 | 27,7 | 49,8 | 18,1 | 76,4 | 3,4 | 4,8 | 1,0 | 0,1 | 11,3 |

#### Play-off
| Anno     | Squadra        | PG | PT | MP   | TC%  | 3P%  | TL%  | RP  | AP  | PRP | SP  | PP   |
| -------- | -------------- | -- | -- | ---- | ---- | ---- | ---- | --- | --- | --- | --- | ---- |
| 1987     | Indiana Pacers | 4  | 4  | 35,3 | 36,1 | 0,0  | 76,7 | 6,5 | 6,0 | 1,0 | 0,3 | 12,3 |
| 1990     | Indiana Pacers | 3  | 3  | 37,7 | 47,1 | 0,0  | 88,9 | 4,3 | 6,0 | 0,7 | 0,3 | 13,3 |
| 1991     | Indiana Pacers | 5  | 0  | 23,0 | 45,0 | 0,0  | 78,6 | 3,4 | 4,6 | 0,2 | 0,6 | 9,4  |
| 1992     | Indiana Pacers | 3  | 0  | 17,0 | 55,6 | -    | 33,3 | 0,7 | 2,0 | 1,0 | 0,0 | 7,0  |
| 1993     | Indiana Pacers | 3  | 3  | 26,7 | 44,4 | 50,0 | 100  | 1,7 | 1,0 | 0,7 | 0,3 | 10,0 |
| 1994     | Indiana Pacers | 16 | 1  | 15,4 | 51,3 | 0,0  | 85,0 | 1,3 | 2,4 | 0,6 | 0,1 | 5,9  |
| 1995     | Indiana Pacers | 3  | 0  | 2,7  | 33,3 | 0,0  | 0,0  | 0,7 | 0,7 | 0,0 | 0,0 | 0,7  |
| Carriera | Carriera       | 37 | 11 | 20,4 | 46,6 | 14,3 | 77,1 | 2,3 | 3,1 | 0,6 | 0,2 | 7,7  |

## Palmarès

### Giocatore
- McDonald's All-American Game (1980)